# Shooting Star (David Rush)
Shooting Star è un brano musicale del cantante statunitense David Rush, estratto dal suo primo mixtape Feel the Rush: Vol. 1.
È stato pubblicato il 17 febbraio del 2009 sotto la Universal Republic Records.
La versione originale del brano comprende la collaborazione vocale di Kevin Rudolf e Pitbull, mentre la versione remixata, estratta come singolo, comprende anche quella del duo musicale LMFAO.

## Tracce
1. Shooting Star (Party Rock Mix) – 3:43 – ft. LMFAO, Pitbull & Kevin Rudolf

## Il video
Il videoclip della canzone è stato girato nell'aprile del 2008 ed è ambientato nello spazio esterno.
Si apre con gli LMFAO che introducono David Rush, Kevin Rudolf e Pitbull al pubblico e durante tutta la durata del video si possono vedere i tre artisti cantare e rappare.
Il video è stato reso visibile su YouTube a partire dal 17 novembre 2009.

## Classifiche
| Classifica (2009)             | Posizione massima |
| ----------------------------- | ----------------- |
| Canada                        | 66                |
| Stati Uniti (Pop)             | 33                |
| Stati Uniti (Rhythmic Top 40) | 9                 |